# Kimball (Tennessee)
Kimball è un comune degli Stati Uniti d'America, situato nello Stato del Tennessee, nella Contea di Marion.